# Terres-de-Haute-Charente
Terres-de-Haute-Charente is een gemeente in het Franse departement Charente (regio Nouvelle-Aquitaine). De plaats maakt deel uit van het arrondissement Confolens. Terres-de-Haute-Charente is op 1 januari 2019 ontstaan door de fusie van de gemeenten Genouillac, Mazières, La Péruse, Roumazières-Loubert en Suris. De gemeente telde 3.790 inwoners op 1 januari 2022.

## Geografie
De oppervlakte van Terres-de-Haute-Charente bedroeg op 1 januari 2022 86,65 vierkante kilometer; de bevolkingsdichtheid was toen 43,7 inwoners per km².
De onderstaande kaart toont de ligging van Terres-de-Haute-Charente met de belangrijkste infrastructuur en aangrenzende gemeenten.

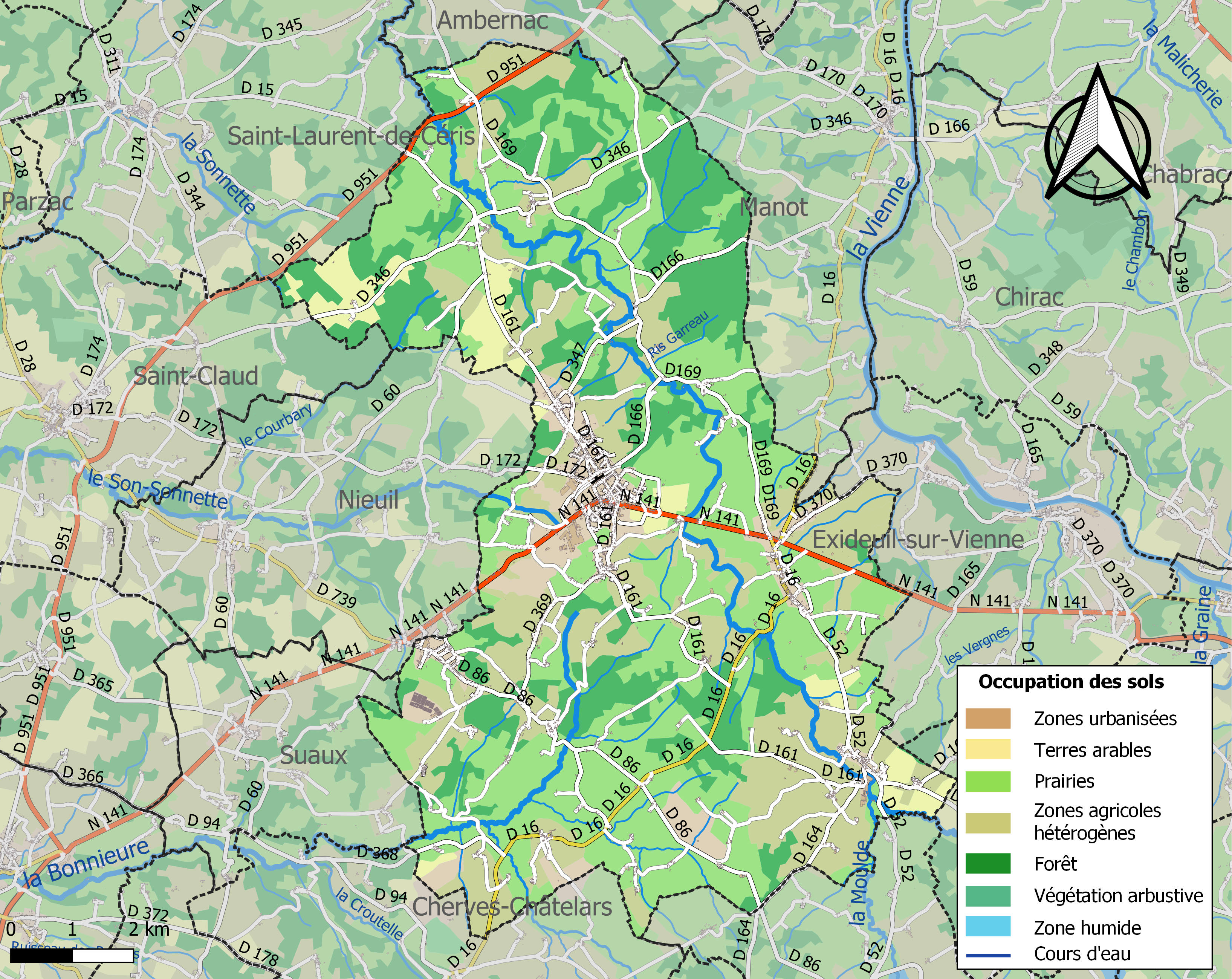